# Estación de San Pedro de las Herrerías
San Pedro de las Herrerías es una estación ferroviaria situada en la localidad homónima del municipio español de Mahíde en la provincia de Zamora, comunidad autónoma de Castilla y León. Desde el año 2004, no dispone de ningún servicio ferroviario.

## Situación ferroviaria
La estación se encuentra en el punto kilométrico 77,753 de la línea férrea de ancho ibérico que une Zamora con La Coruña a 960 metros de altitud, entre las estaciones de La Torre de Aliste-Pobladura y Linarejos-Pedroso. El tramo es de vía única y está sin electrificar.

## Historia
La voluntad de unir Madrid, vía Medina del Campo con Vigo por el camino más corto posible es antigua y apareció plasmada en algunos anteproyectos como el de 1864. Sin embargo, el mismo descartaba dicha posibilidad al considerar que suponía "dificultades enormísimas" que superaban incluso "los de la bajada del puerto de Pajares en el ferrocarril de Asturias". Es por ello, que la estación no fue inaugurada hasta el 24 de septiembre de 1952 con la puesta en marcha del tramo Zamora – Puebla de Sanabria de la línea Zamora-La Coruña vía Orense. Su explotación inicial quedó a cargo de RENFE cuyo nacimiento se había producido en 1941. Desde el 31 de diciembre de 2004, Adif es la titular de las instalaciones ferroviarias.

## La estación
La estación cuenta con una extensa playa de vías de 649,90 metros de longitud (entre la aguja 1 y 2 de la estación), con 3 vías de estacionamiento, una de paso directo y 2 de apartadero, sirviendo una de ellas de acceso al Muelle cubierto.
Dispone de edificio de viajeros, 2 andenes de viajeros, muelle de carga de ganado de 3 alturas (casi derruido), muelle cubierto y muelle descubierto, con báscula, gálibo y grúa dinámica. También disponía de un pequeño edificio de arquitectura singular junto al edificio de viajeros, que cumplía la función de retretes. Conserva también el depósito de agua y las aguadas.
El diseño del edificio de viajeros, aunque un tanto sencillo comparado con otras estaciones de la línea, no desentona en absoluto con su entorno, pues tiene un particular encanto que le otorgan la marquesina, los detalles en piedra vista, y sus cubiertas de pizarra. El edificio está compuesto por una estructura de un solo cuerpo con cubierta a dos aguas con petos, tipo holandesa. Dispone de una planta superior, donde están las viviendas, y una marquesina empizarrada en la fachada del lado andenes.